# 马丁奈克·亚诺什
马丁奈克·亚诺什（匈牙利語：Martinek János，1965年5月23日—），匈牙利男子现代五项运动员。他曾获得1988年夏季奥运会男子个人金牌和男子团体金牌，及1996年夏季奥运会男子个人铜牌。